# Azara

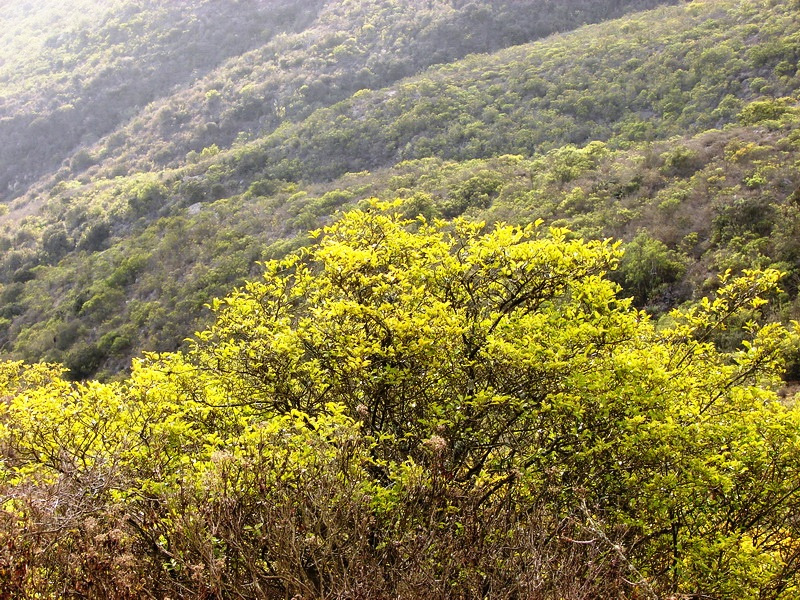
Azara celastrina ve středním Chile

Azara (Azara) je rod rostlin z čeledi vrbovitých. V minulosti byl řazen do dnes již zrušené čeledi Flacourtiaceae. Jsou to dřeviny s jednoduchými střídavými listy a drobnými květy s dlouhými tyčinkami. Rod zahrnuje 9 druhů a vyskytuje se výhradně v jižní polovině Jižní Ameriky. Centrum rozšíření je v Chile.

## Popis
Azary jsou stálezelené keře a malé stromy. Listy jsou jednoduché, střídavé, celokrajné nebo na okraji zubaté či pilovité, řapíkaté, se zpeřenou žilnatinou. Při sušení černají. Při bázi listů jsou často přítomny 1 nebo 2 mnohem drobnější, opadavé nebo vytrvalé listy, připomínající palisty. Vlastní palisty jsou drobné, velmi úzké, opadavé. Květy jsou drobné, žluté nebo nazelenalé, někdy vonné, uspořádané nejčastěji v úžlabních hroznech či klasech, řidčeji ve vrcholících nebo svazečcích. Kališních lístků je 4 až 5, koruna chybí. Tyčinky jsou většinou ve větším počtu, mají dlouhé, tenké nitky a vyčnívají z květů. Často jsou nápadně zbarvené (žluté). Semeník je svrchní, s jedinou komůrkou obsahující více vajíček. Čnělka je nitkovitá, zakončená tupou nebo lehce trojlaločnou bliznou. Plodem je bobule obsahující několik až mnoho semen.

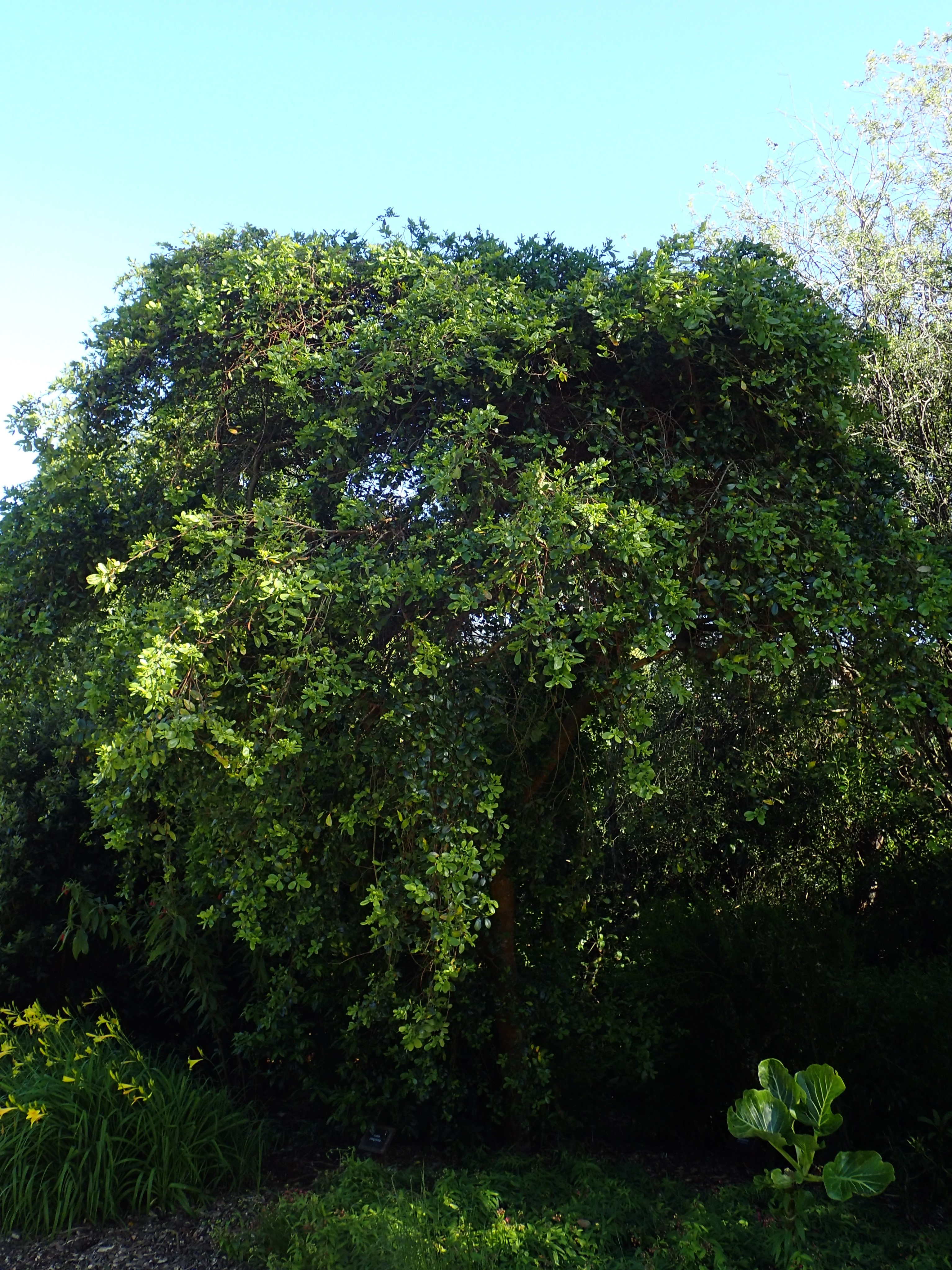
Azara integrifolia
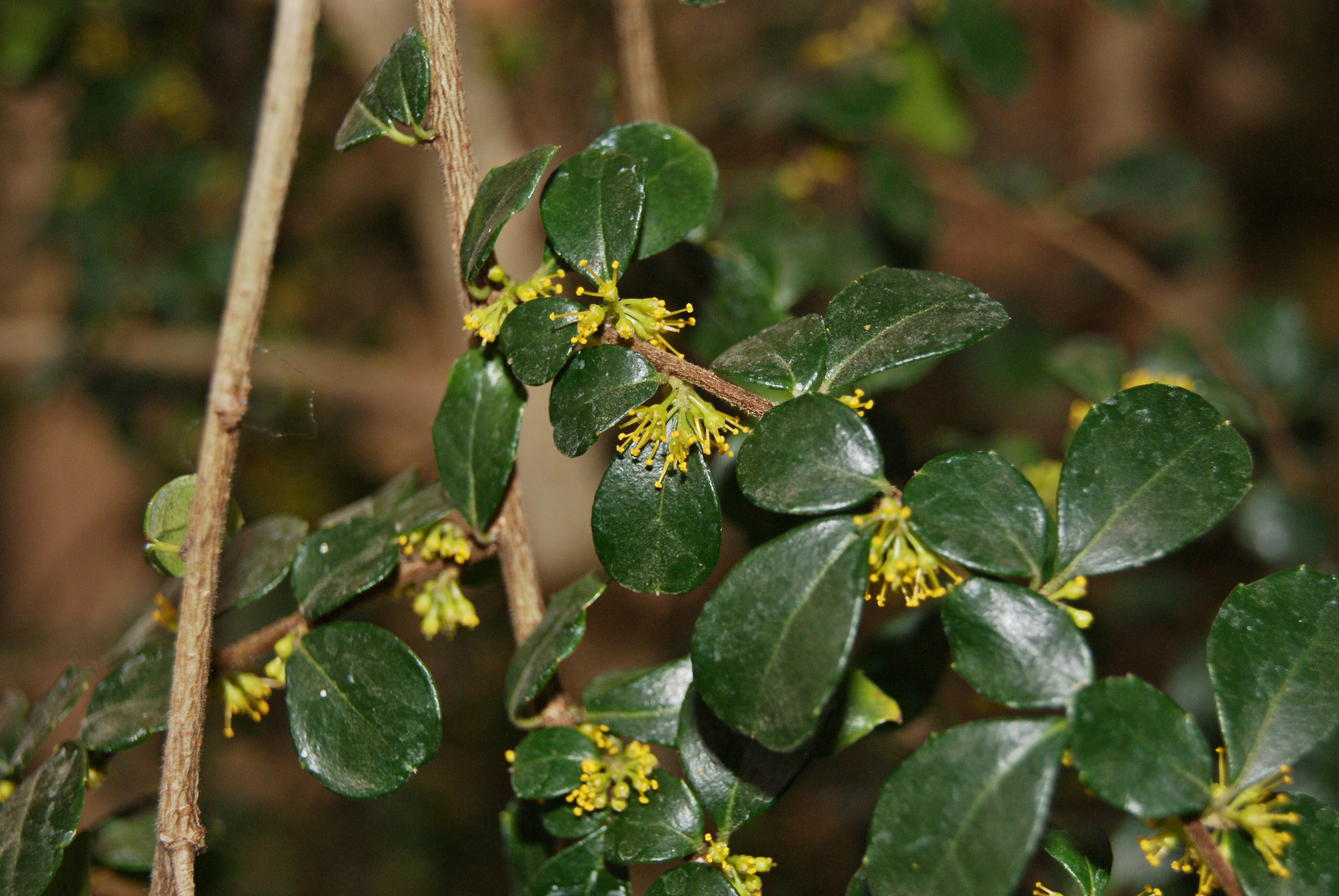
Kvetoucí Azara microphylla
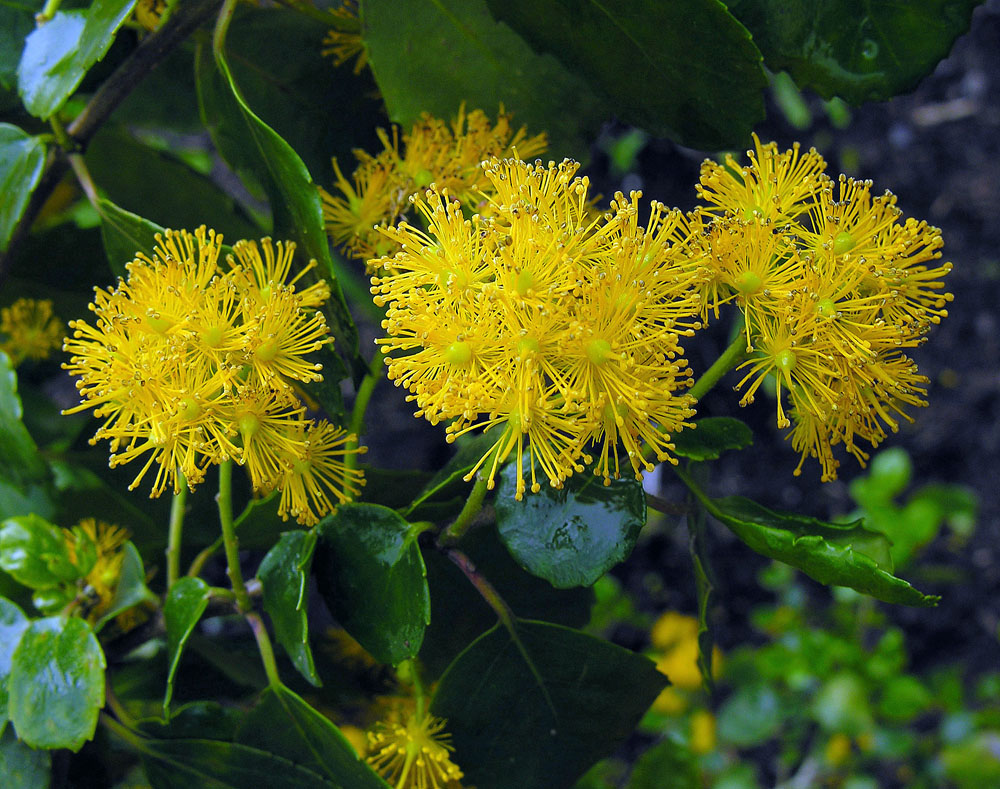
Kvetoucí Azara dentata
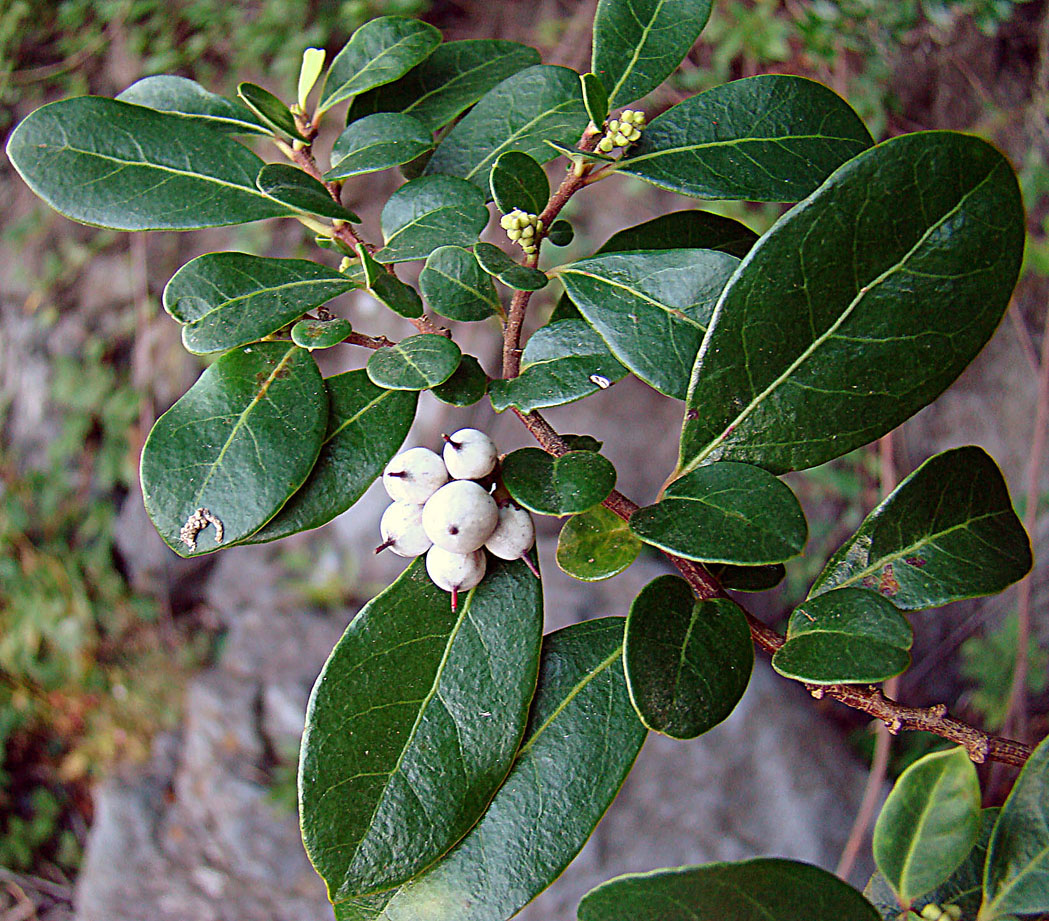
Větévka Azara integrifolia s plody

## Rozšíření
Rod zahrnuje celkem 9 druhů. Je rozšířen výhradně v Jižní Americe v oblasti od jižní Brazílie po Argentinu a Chile. Centrum druhové diverzity je v Chile, kde se vyskytuje 7 druhů, z toho 4 endemické. V Brazílii, Bolívii a Uruguayi se vyskytuje po jediném druhu, do Argentiny zasahují 4 druhy.
V oblastech Jižní Ameriky s mediteránním klimatem tvoří některé druhy charakteristickou složku keřové vegetace, známé jako matorral. Vyskytují se také v pabukových a jehličnatých lesích různých typů.

## Etymologie
Rod nese jméno po španělském diplomatovi a mecenáši Nicolási de Azara (1730–1804), bratrovi přírodovědce Félixe de Azara.

## Význam
Druhy Azara microphylla a Azara lanceolata jsou uváděny ze sbírek Pražské botanické zahrady v Tróji, kde jsou umístěny v sekci mobilní zeleně.